# 最低合法性行為年齡

各国最低合法异性性交年龄
12
13
14
15
16
17
18
21 (僅巴林)
因地方行政區的法律而有所不同
必須先結婚
無相關法律（目前無）
無資料／其他

最低合法性行為年齡，又稱同意年龄（age of consent），是指在指一個人被認為具有同意性行為的法律能力的年齡，其含义为法律上认定一个人具有自由表达意志、独立进行民事活动能力的最低年龄，該名稱在法律条文中并不经常出现。其他行为的最低年龄另有单独名称，例如法定结婚年龄和刑事责任年龄。
許多國家或地區，如果与低于此年龄的人进行性行为，不论此人是否表達同意，都可算是強姦，這亦稱為「法定強姦」，需负刑事责任。換句話說，與低於此年齡的人發生性行為的成年人在法律上不能聲稱性行為是對方自願的；於最低年齡的人被視為受害者，其性伴侶被視為犯罪者。
世界各地的法律規定，进行合法性行为的最低年龄大多在16岁左右。以亞洲為例：南韓為18歲，中国大陆以及澳門为14岁，而香港以及台灣為16歲；至於美國各州因為法律條文不同，大多將年齡定於16至18歲之間。

## 考慮因素
各地法律也可能因參與者的年齡或性別、性行為的類型或其他考慮因素（例如涉及信任地位）而有所不同，在性行為雙方都低於或者接近此年齡時，一些地區並不對此性行為加以懲罰或減輕懲罰，如「兩小無猜條款」或「羅密歐與茱麗葉條款」。
越來越多的國家製定了針對在外國的法律，如果本國公民在外國與兒童進行非法性行為，將對其進行起訴。

### 婚姻
大部分司法管轄區都有法律規定最低合法性行為年齡，但是也有部分穆斯林國家因伊斯蘭教法並無定下此年齡，而是完全禁止婚前性行為，以法定結婚年齡規範。

### 年齡或心智年齡相近
一些司法管轄區的法律規定只要雙方真實或心智年齡差在規定範圍內，則允許未達最低合法性行為年齡的未成年人發生性行為，如在日本介於13到15歲的人能同意與不超自身年齡5歲的人發生性行為。

### 同性戀與異性戀差異
在一些司法管轄區，同性性行為的最低合法性行為年齡與異性性行為的不同，許多地方歷史上均有差異，而此法律上的差異隨著人們的質疑與LGBT的意識高漲而修改，如香港以前男性間性行為最低合法性行為年齡為21歲，而非異性戀與女同性戀为16歲。

### 性別差異
在一些司法管轄區，男女分別有不同的最低合法性行為年齡，如印尼男性為19歲，女性為16歲。

## 相關爭議

### 性別角色
對於涉案者的性別是否應導致法律或實務中對性接觸的不同對待存在爭議。傳統上，有關陰道性交的最低合法性行為年齡，法律往往旨在保護未婚女孩的貞操。20 世紀70 年代的許多女權主義者和社會運動家反對童貞的社會重要性，並試圖改變女性被動和男性侵略的刻板印象；要求法律保護兒童免受剝削，無論其性別如何，而不是解決貞潔問題。這導致許多司法管轄區制定了性別中立的法律。另一方面，也有一種相反的觀點，認為性行為中男女不平等，對於女性來說，會有懷孕、性傳染病風險增加等問題，再加上未成年少女發育未完全，最低合法性行為年齡應針對性別而有所不同。
在歷史上，因為女性在社會上柔弱的刻板印象，女性往往只被視為性侵案件中的受害者，因此部分司法管轄區缺乏針對女性肇事者的法則。

### 早婚
一些司法官轄區允許未達法定結婚年齡的人在父母的同意下便可結婚，導致少女身體尚未發育完全便可進行合法性行為，身體受到永久性傷害甚至導致死亡。

## 其他案例

### 香港
在香港，根據香港法例第200章《刑事罪行條例》，任何男子與一名年齡在16歲以下的女童非法性交，即屬犯罪，可處監禁5年。很多人稱「與年齡在16歲以下的人士性交」一罪為「衰十一」，是因為誤解罪名為「與未成年少女發生性行為」，而這個被誤解的罪行的名稱長達11個字。事實上，香港女性成年之年齡和男性一樣，都是18歲。然而，社會風氣及性別認同意識日漸增進；現在「衰十一」一詞已不限於用在女童身上。

### 日本
日本自2019年3月起的連續四宗性侵案件被判無罪，女權人士針對性別暴力自同年4月11號發起「花朵運動」(flower demo)替受害者發聲，並於每月的11號定期集會，眾多城市均有響應，四年後，日本參議會於2023年7月通過一系列修正案，其中包括將最低合法性行為年齡從13歲增至16歲與重新定義並擴大性侵的條件。

## 各地最低合法性交年齡
- 亞洲各國最低合法性交年齡
- 歐洲各國最低合法性交年齡
- 大洋洲各國最低合法性交年齡
- 非洲各國最低合法性交年齡（英语：Ages of consent in Africa）
- 北美洲各國最低合法性交年齡
  - 美國各州最低合法性交年齡（英语：Ages of consent in the United States）
- 南美洲各國最低合法性交年齡